# Турач меганський
Тура́ч меганський (Pternistis atrifrons) — вид куроподібних птахів родини фазанових (Phasianidae). Мешкає в Ефіопії і Кенії. Раніше вважався конспецифічним з ефіопським турачем, однак був визнаний окремим видом.

## Опис
Довжина птаха становить 40 см. Самиці є дещо меншими за самців. Лоб, обличчя і "брови" над очима чорнуваті. Горло біле, шия і груди охристо-коричневі, поцятковані темними смугами, живіт кремово-білий. Веерхня частина тіла коричнювато-охриста, пера на ній мають чорні кінчики і білі края. Очі коричневі, за очима характерні плями голої жовтої шкіри. Дзьоб червоний, лапи рожевувато-червоні або коричневі. У самців на лапах 2 шпори. Загалом меганські турачі є схожими на ефіопських турачів, однак рудуватий відтінок в оперенні у них відсутній, нижня частина тіла менш плямиста, лапи коротші.

## Поширення і екологія
Меганські турачі мешкають на півдні Ефіопії, в районі міста Мега в зоні Борена, Оромія, а також в сусідніх районах на крайній півночі Кенії. Вони живуть у високогірних чагарникових заростях та на узліссях вологих гірських тропічних лісів. Зустрічаються на висоті від 1480 до 2225 м над рівнем моря. Живляться наснням і комахами, зокрема термітами. Гніздування припадає на сезон дощів.

## Збереження
МСОП класифікує цей вид як такий, що перебуває під загрозою зникнення. За оцінками дослідників, популяція меганських турачів становить від 1000 до 2500 птахів. Їм загрожє знищення природного середовища.